# Éveil peropératoire
L'éveil peropératoire (ou le réveil peropératoire, en anglais : anesthesia awareness) est le fait pour un patient de rester dans un état de conscience sous anesthésie générale. Le réveil peropératoire se produit lorsque l'anesthésie du patient est insuffisante pour maintenir l'inconscience tout au long de l'opération. Les patients qui souffrent de ce phénomène peuvent sentir pleinement la douleur ou la pression de la chirurgie, entendre les conversations ou avoir le sentiment de ne pas être capable de respirer. Le patient est incapable de communiquer en raison de la persistance de l'effet paralysant de l'anesthésie.
En relation avec l'intensité du pouvoir anesthésiant, l'éveil peropératoire peut également se produire dans l'unité de soins post-anesthésie (USPA) ou dans le service de soins intensifs (USI), où les patients sont maintenus sous sédatifs, et parfois reliés à des systèmes de maintenance des fonctions vitales, dans l'attente la normalisation de leur physiologie.
L'incidence de cette complication d'anesthésie est variable, elle affecte entre 0,2 et 40 % des patients selon la catégorie opératoire. L'incidence des mémorisations serait de 0,2 en chirurgie générale, de l'ordre de 0,4 au cours des césariennes, entre 1 et 2 % au cours de la chirurgie cardiaque et entre 10 et 40 % pour l'anesthésie du traumatisé.
Il existe plusieurs formes de mémorisation peropératoire :
- la mémorisation explicite, il s'agit d'une mémorisation spontanément exprimée ;
- et la mémorisation implicite, qui est une mémoire non-déclarative qui désigne le fait qu'un patient puisse exprimer une information sans avoir eu conscience de l'acquérir[1].